# Toyo
La Toyo Tire and Rubber Co. Ltd (in giapponese 東洋 ゴム工業株式会社?, Tōyō Gomu Kōgyo Kabushiki-gaisha), o Toyo Tires, è un'azienda giapponese produttrice di pneumatici, fondata nel 1945 a Osaka.
L'azienda è la terza casa produttrice di pneumatici in Giappone dopo la Bridgestone e la Yokohama.
L'azienda nipponica fornisce pneumatici anche alle vetture impegnate nei rally, compreso quello di Dakar.
L'azienda è presente anche in Italia con la sua sede situata a Collesalvetti, in provincia di Livorno.